# Streetlight
A Streetlight a Gen Rosso együttes második musicalje és az abból kiadott dupla-album.

## A musical

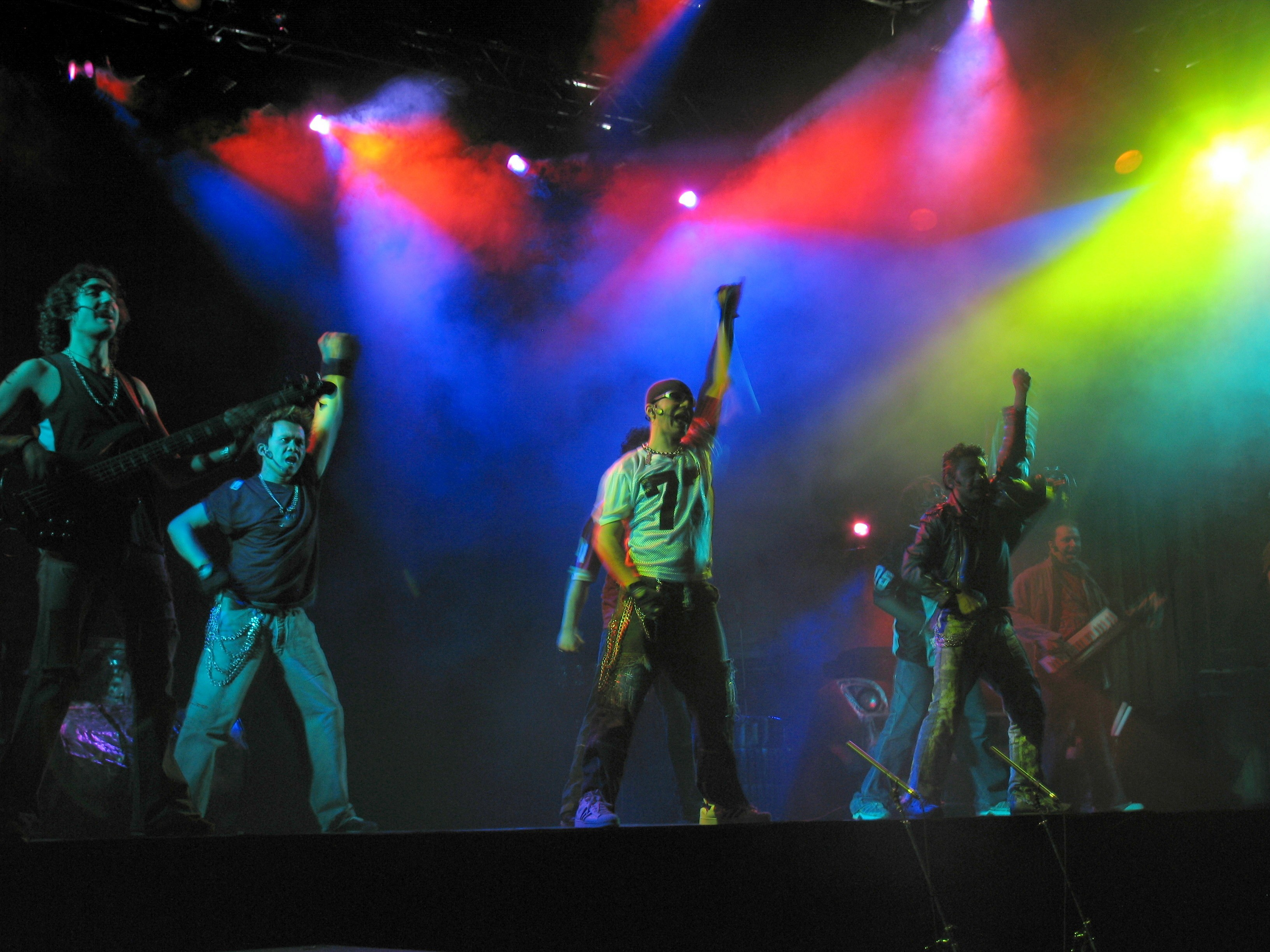
A gang a 2008-as kecskeméti koncerten

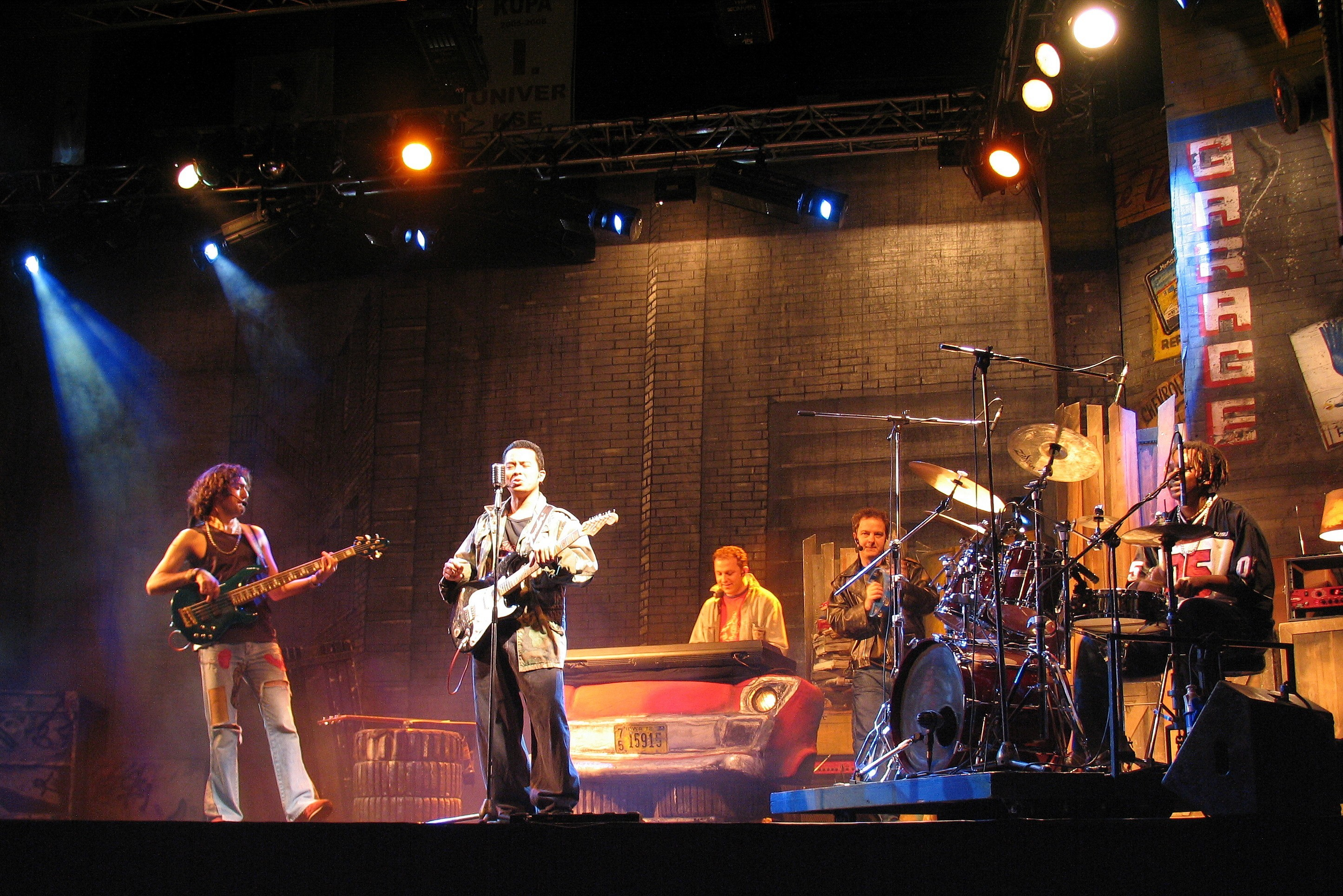
A Streetlight Band. A dobnál Charles szerepében Paul Kisyaba

A musical a chicagói Charles Moats (†1969) története, aki a város nyomornegyedében, a Hole-ban élt. Joe Sopala, a Chicagóból származó énekes ismertette meg a történetet az együttessel, akik ezután a helyszínre utaztak, hogy összegyűjtsék a fellelhető információkat és szemtanúkat. Több heti munkával sikerült ismerőseit megtalálni, végül pedig a sírjára is ráakadtak. Az összeállt történetből az 1984-es Una storia che cambia (Egy változó történet) című első musical tapasztalatait felhasználva egy egész estés zenés előadást hoztak létre. A történet az erőszak ellen, és az emberi kapcsolatok értéke mellett foglal állást. Emiatt szerves részévé vált az együttes erőszakellenes kampányának is.

### Charles Moats
"Charles nehéz körülmények, családi tragédiák között nevelkedett. Édesanyja indítványozta, hogy keresztelkedjen meg. Keresztapát a gettón kívül egy mélyen vallásos keresztény közösséghez tartozó férfiszemélyében találtak. Az ő lelki útmutatásával vált Charles a szeretet elkötelezettjévé, amely életében és tetteiben egyre erőteljesebben megnyilvánult. Együttese, a Streetlight a gettóban egészen újfajta értékrendet képviselt: létük alapja a megértés, egymás elfogadása lett." Zenéjük a harmóniát jelenítette meg. Charles élete egyre radikálisabban az örök értékek felé fordult. Képes volt túllátni a gettó határain. De a gettóban egy gang tagjának lenni biztonságot is jelentett, és Charles a banda tagja maradt még akkor is, ha nem vett részt az utcai összetűzésekben. "A gyűlölet céltáblájává vált, mert emberi kapcsolatai is másak lettek, mint amit a gettó íratlan szabályai elvártak. Charles tragédiája ezért szinte törvényszerű volt." Halála előtt még sikerült eljutnia a Fokoláre mozgalom nemzetközi ifjúsági kongresszusára, Olaszországba. Visszatérte után saját bandája tagjai végeztek vele, bosszúból.

### Cselekmény
Charles a The Devil Gang tagja Trey, Kevin, Zack és Goose mellett, akik a környék urai. Trey, a banda vezére egy problémás fiatal. Húgát, Lisát éppen ekkoriban jegyzi el Jordan, Charles legjobb barátja, Lisa azonban egy tűzpárbajban meghal, amitől Jordan magába fordul, Trey pedig bosszút tervez. Charlesnak is állást kell foglalnia, és mivel ismerik életfelfogását, őt bízzák meg, hogy Lisa gyilkosával végezzen. Jordan bosszúvágya elidegeníti a két barátot is. Hogy tegyen eleget a feladatának? Hogy kerülje el azt, hogy erőszakhoz kelljen folyamodnia?
Együttese, a Streetlight Band tagjai (Henry, Alan, Garcia, Mike és Henry) mellette állnak, bátorítják, és végül Charles nem hajlandó gyilkolni. A banda ezért Jordant bízza meg, hogy "hűtlen" barátját eltegye láb alól, amikor azonban ő sem hajlandó erre, a banda öli meg Charlest.

### Szereplők
- Charles Moats: Paul Kisyaba (2008-ig), Eric Irungu Mwangi
- Jordan Johnson: Joe Sopala (2002-ig), Tomek Mikusiński
- Alan Reid: Ciro Ercolanese
- Garcia Moriente: Luigi Modica (2002-ig), José Mauel García
- Mike Swift: Dennis R. Ng
- Henry Vasquez: Juan Martin Etcheverry, Benedikt Enderle, Nando Perna
- Trey Evers: Rumelio Bartolo (2004-ig), Adelson Reis de Oliveira
- Kevin King: Bart Ostia
- Zack Gonzales: Noel Unson
- Goose Chase: Ponssiano Chang‘a

### Utóélete
Az előadás témája miatt kiemelt helyet kapott az együttes és a Fokoláre mozgalom programjai között is, amit jelez az is, hogy 10 éve folyamatosan műsoron van, és már minden kontinensen bemutatták. Számos nyelvre készültek fordításai (részben vagy egészben).
A musical témája miatt hamar az erőszakellenes megnyilvánulások elemévé vált, 2003-ban pedig Mathias Kaps német vállalkozó útjára indította a Stark ohne Gewalt (Erősek erőszak nélkül) projektet, amelynek keretében az együttes részvételével középiskolák számára szervezett néhány napos programokat. Itt a különböző munkacsoportok (zene, ének, tánc, technika) begyakorolták az előadás különböző részeit, majd utolsó este sor került a musical bemutatására - a diákok részvételével. Ez a projekt "hozta" második alkalommal Magyarországra az együttes: 2008 márciusában a miskolci Fényi Gyula Jezsuita Gimnáziumban töltöttek négy napot, majd március 13-án Kecskeméten is bemutatták az előadást.

## A lemez
A dupla album az előadás - megírásakori - összes számát tartalmazza. A felvételek az együttes stúdiójában készültek az év elején. A lemezhez egyetlen kislemez készült, amely a kész anyagból tartalmaz három számot, és még az album megjelenése előtt közreadták (pre-release). A több nyelvre lefordított számokat helyi kiadású nagylemezeken vagy középlemezeken is rögzítették.

### Számok
CD1
1. Streetlight [3.09]
2. Sarà così [4.34]
3. Due o più [3.57]
4. La Fossa [3.11]
5. Scendi dentro [4.34]
6. La pagheranno [3.06]
7. La grande regia [2.58]
8. Incompiuta [2.26]
9. Hats [.34]
10. Sei fatto per amare [4.37]
11. Jungle law [3.20]
12. Perchè ti amo [3.59]
13. Le mie mani [4.04]

CD2
1. Henry piano [2.17]
2. Ora si va [3.44]
3. Bang bang [4.33]
4. L'uno dell'altro [3.34]
5. Come un film [3.52]
6. Da che parte stai? [1.23]
7. Vive [4.47]
8. La vendetta [2.13]
9. Perchè te ne vai [3.06]
10. Stella [2.39]
11. Dai ci sei [3.22]
12. Capolinea [3.17]

### Felvételek adatai
- Zenészek: Juan Martin Etcheverry, Luigi Modica, Sandro Crippa, Enrico Sabena
- Ének: Paul Kisyaba, Joe Sopala, Rumelio Bartolo, Ciro Ercolanese, Benedikt Enderle
- Felvétel és keverés: Enrico Sabena (Gen Rosso stúdió, 2000)
- Zenei feldolgozás: Juan Martin Etcheverry, Luigi Modica, Sandro Crippa, Ronald Pesito, Enrico Sabena
- Ének feldolgozás: Juan Martin Etcheverry
- Zenei vezető: Benedikt Enderle
- Technikai vezető: Santino Zacchetti, Paolo Zeli
- Produkciós vezető: Valerio Gentile
- Szöveg konzultáció: Franz Coriasco, Gianni Gentile, Giuliana Bertolo, Michele Genisio, Michel Pochet
- Jelenet konzultáció: Sarah Finch, Fabrizio Giacomazzi
- Grafika: Sesamo Communicazione Visiva
- Asszisztensek: Sandro Bosio, Andrea Re
- Fotó: Mario Ponta
- Preprodukció: Juan Martin Etcheverry, Luigi Modica, Ronald Pesito, Benedikt Enderle, Sandro Crippa, Jerry Boudreau, Mite Balduzzi
- A Jungle law vokális részeit ihlette: Adagio for strings (Samuel Barber)

Vendégzenészek:
- Dino Acconci (gitár, L'uno dell'altro)
- Roberta Corvi (hegedű, Incompiuta, Perché ti amo, L'uno dell'altro)
- Daniele Malvisi (szaxofon, Perché te ne vai)

Copyright:
- Zene: Benedikt Enderle
- Szöveg: Valerio Ciprì

### Idegen nyelvű kiadások
Living (USA, 2001): A *-gal jelölt számok nem a musicalből valók.
1. Living (Vive)
2. I'll be there (Dai ci sei)
3. L'uno dell'altra
4. Secure*
5. Sei fatto per amare
6. Making space*
7. Le mie mani
8. Hopes of peace*
9. Así gira (La grande regia)
10. The trip (Capolinea)

Streetlight (Spanyolország, 2001)
1. Streetlight
2. Así gira (La grande regia)
3. La Fosa
4. Nacido para amar (Sei fatto per amare)
5. Porque me amas (Perchè ti amo)
6. Mis manos (Le mie mani)
7. Uno del oltre (L'uno dell'altro)
8. Vive
9. La venganza (La vendetta)
10. I'll be there (Dai ci sei)
11. Nunca solos (Capolinea)

Streetight (Németország, 2002)
1. Streetlight
2. Reach inside (Scendi dentro)
3. Some dreams come true (Due o più)
4. Don't stop (Le mie mani)
5. I'll be there (Dai ci sei)

Streetlight (Brazília, 2003)
1. Streetlight
2. A aventura (La grande regia)
3. The Hole (La Fossa)
4. Incompiuta
5. Feito para amar (Sei fatto per amare)
6. Jungle law
7. Perchè ti amo
8. Um pelo otro (L'uno dell'altro)
9. Living (Vive)
10. I'll be there (Dai ci sei)
11. Fim da linha (Capolinea)